# 좀100: 좀비가 되기 전에 하고 싶은 100가지
《좀100: 좀비가 되기 전에 하고 싶은 100가지》(일본어: ゾン100～ゾンビになるまでにしたい100のこと～, 영어: Zom 100: Bucket List of the Dead)는 2023년 8월에 공개한 일본의 공포, 액션, 코미 영화이다. 이시다 유스케가 감독을, 미시마 타츠로가 각본을 맡았다. 2023년 8월 3일에 넷플릭스에서 공개하였다.

## 출연진

### 주연
- 아카소 에이지 - 텐도 아키라 역

### 조연
- 시라이시 마이 - 미카즈키 시즈카 역
- 야나기 슌타로 - 류자키 겐이치로 역
- 이치카와 유이
- 카와사키 마요
- 하야미 아카리
- 가케이 미와코
- 나카타 쿠루미
- 도론즈 이시모토
- 나카무라 무카우
- 타니구치 쇼타
- 사토이 켄타
- 키타무라 카즈키 - 곤조 고스기 역